# Rodrick Kabwe
Rodrick Kabwe (sinh ngày 30 tháng 11 năm 1992) là một cầu thủ bóng đá người Zambia hiện tại thi đấu ở vị trí tiền vệ cho đội bóng tại Giải bóng đá ngoại hạng Zambia Zanaco. Anh gia nhập đội bóng Nam Phi ở Premier Soccer League Ajax Cape Town vào tháng 1 năm 2017. 

## Sự nghiệp

### Câu lạc bộ
Kabwe bắt đầu sự nghiệp tại Zambia cùng với Kabwe Warriors năm 2011, trước khi đến với đội bóng tại Giải bóng đá ngoại hạng Zambia Zanaco 3 năm sau. Trong thời gian với Zanaco, anh giành chức vô địch Giải bóng đá ngoại hạng Zambia 2016. Ngày 22 tháng 12 năm 2016, Kabwe ký hợp đồng với South African câu lạc bộ Premier Soccer League Ajax Cape Town. He will officially complete the move vào tháng 1 năm 2017.

## Thống kê sự nghiệp

### Câu lạc bộ
Tính đến 23 tháng 12 năm 2016.
| Câu lạc bộ          | Mùa giải            | Giải vô địch          | Giải vô địch | Giải vô địch | Cúp     | Cúp       | Cúp Liên đoàn | Cúp Liên đoàn | Châu lục | Châu lục  | Khác    | Khác      | Tổng cộng | Tổng cộng |
| Câu lạc bộ          | Mùa giải            | Hạng đấu              | Số trận      | Bàn thắng    | Số trận | Bàn thắng | Số trận       | Bàn thắng     | Số trận  | Bàn thắng | Số trận | Bàn thắng | Số trận   | Bàn thắng |
| ------------------- | ------------------- | --------------------- | ------------ | ------------ | ------- | --------- | ------------- | ------------- | -------- | --------- | ------- | --------- | --------- | --------- |
| Ajax Cape Town      | 2016–17             | Premier Soccer League | 0            | 0            | 0       | 0         | 0             | 0             | —        | —         | 0       | 0         | 0         | 0         |
| Ajax Cape Town      | Tổng cộng           | Tổng cộng             | 0            | 0            | 0       | 0         | 0             | 0             | —        | —         | 0       | 0         | 0         | 0         |
| Tổng cộng sự nghiệp | Tổng cộng sự nghiệp | Tổng cộng sự nghiệp   | 0            | 0            | 0       | 0         | 0             | 0             | —        | —         | 0       | 0         | 0         | 0         |

1. ↑  Bao gồm the Cúp Nedbank.
2. ↑  Bao gồm the Telkom Knockout.
3. ↑  Bao gồm the MTN 8

## Danh hiệu

### Câu lạc bộ
Zanaco
- Giải bóng đá ngoại hạng Zambia (1): 2016